# Jednoróg (ptak)
Jednoróg (Oreophasis derbianus) – gatunek dużego ptaka z rodziny czubaczy (Cracidae), jedyny przedstawiciel rodzaju Oreophasis. Występuje endemicznie w Ameryce Centralnej; jest zagrożony wyginięciem.

## Systematyka
Relacje pokrewieństwa wśród czubaczy nie zostały dobrze poznane. Jednoróg nie jest z nimi blisko spokrewniony i dlatego jest często umieszczany w odrębnej podrodzinie Oreophasinae. Jednoróg nie jest prawdziwą penelopą, a jedynie przypomina ptaki z tego rodzaju – kształtem i ubarwieniem, natomiast jego „róg” bardziej przypomina hełm kazuara. Ten gatunek jest jedynym ocalałym z bardzo starej linii ewolucyjnej (co najmniej 20, prawdopodobnie 40 mln lat) rodziny Cracidae, która ewoluowała niezależnie od wszystkich innych współcześnie żyjących przedstawicieli czubaczy. Nie wyróżnia się podgatunków.

## Wygląd
Długość ciała około 85 cm. Ma czarne upierzenie z nogami czerwonymi, białe tęczówki, żółty dziób i czerwony „róg” na czubku głowy. Piersi i górna część brzucha są białe, a długie pióra ogona czarne z białym paskiem. Obie płcie są podobne. Młode są ciemniejsze i mają mniejszy „róg” oraz brązowy ogon i skrzydła.

## Występowanie
Jednoróg występuje w wilgotnych górskich lasach południowo-wschodniego Meksyku  i Gwatemali, na wysokościach 1400–3500 m n.p.m.

## Ekologia
Jego dieta składa się głównie z owoców, kwiatów i liści, rzadziej bezkręgowców. Samica składa zwykle do dwóch jaj. Ptak ten prowadzi nadrzewny tryb życia.

## Status
W naturze żyje niewiele jednorogów, około 1000–2499 osobników. W wyniku postępującej utraty siedlisk, niewielkiej liczebności populacji, ograniczonego zasięgu, a także przeprowadzanych w niektórych regionach polowań, jednoróg od 2000 roku klasyfikowany jest na Czerwonej liście IUCN w kategorii gatunków zagrożonych wyginięciem (EN, Endangered); wcześniej miał status gatunku narażonego (VU, Vulnerable).